# Ірано-сирійські відносини

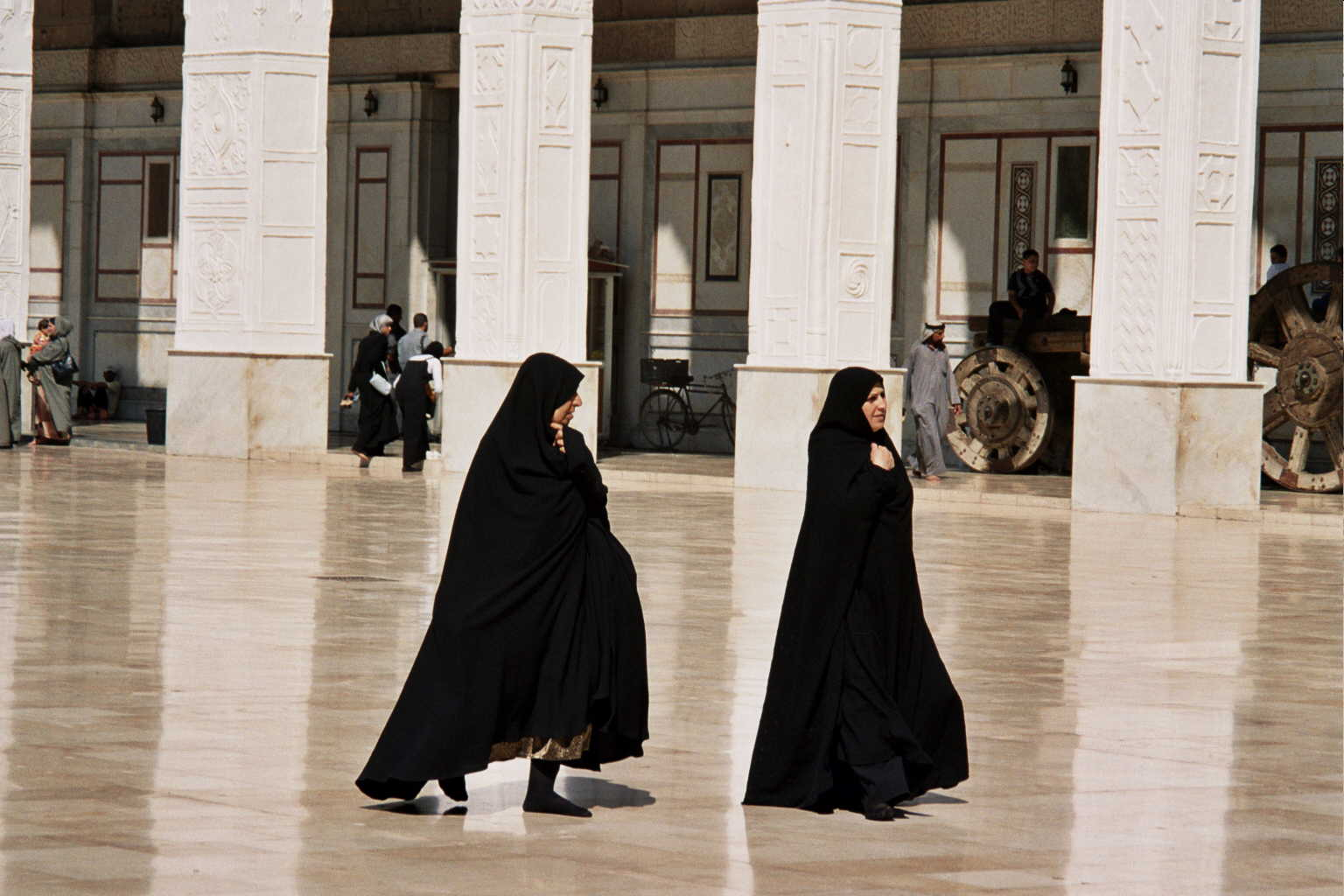
Іранські прочани в мечеті Омеядів, Дамаск

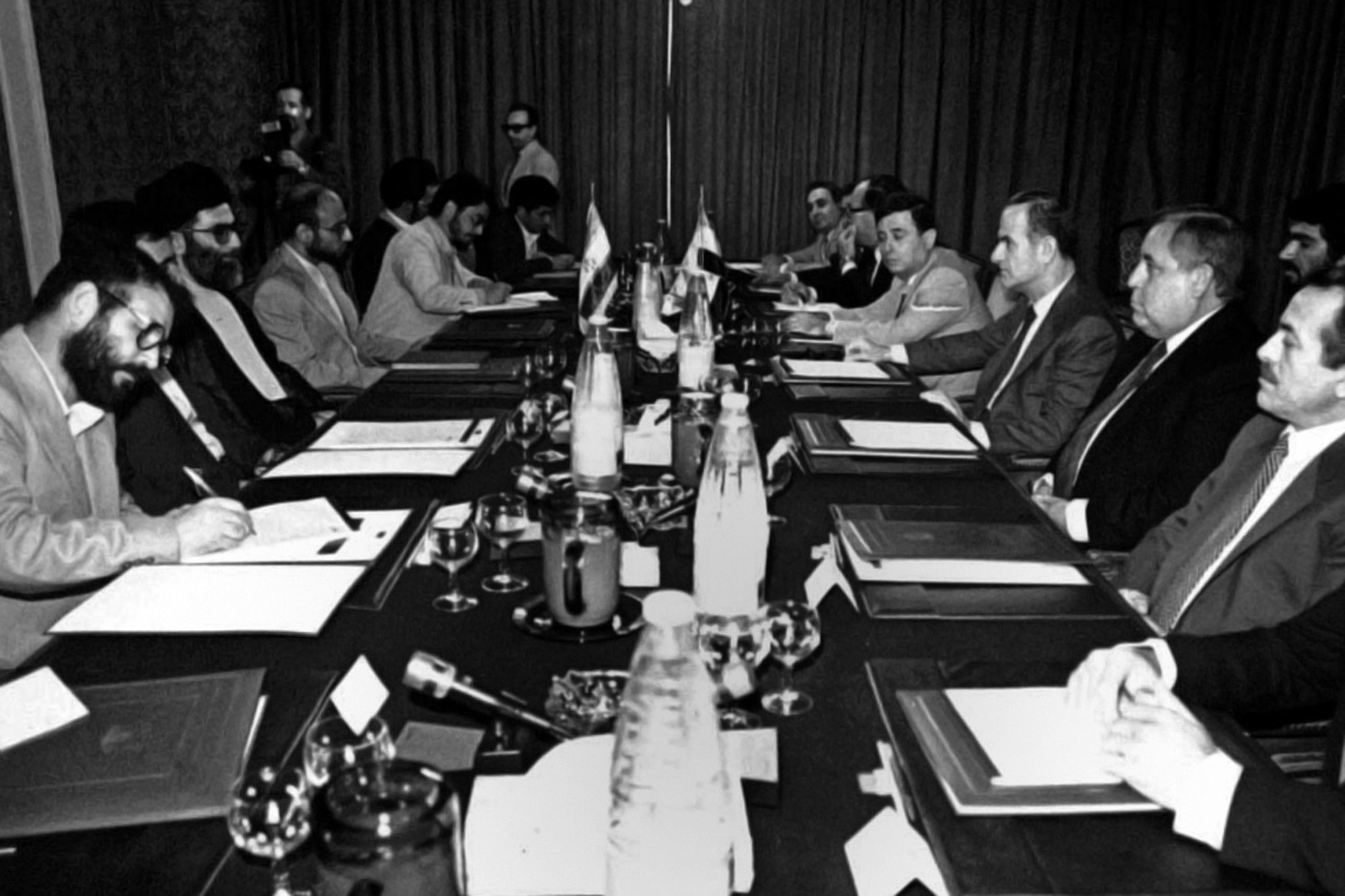
6 вересня 1984, Дамаск

Ірано-сирійські відносини — двосторонні дипломатичні відносини між Іраном та Сирією.

## Історія
У 1980-ті Сирія зайняла бік Ірану під час Ірано-іракської війни та країни сформували стратегічний альянс, що було зустрінуте із роздратуванням в Іраку та інших арабських країнах. Іран і Сирія займали ворожу позицію по відношенню до колишнього іракського президента Саддама Хусейна, а також спільно виступають проти політики США та Ізраїлю. Іран постачає зброю через територію Сирії для збройних загонів Хезболли в Лівані.
У 2011 після початку громадянської війни в Сирії іранський уряд надав широкомасштабну підтримку Башару Асаду, направивши елітні підрозділи іранської армії на допомогу своєму союзнику.
У травні 2011 в британській газеті The Guardian опубліковано статтю про те, що іранський Корпус Стражів Ісламської революції перекинув додаткові сили в Дамаск для допомоги сирійській поліції в розгоні протестувальників. Іранський старший радник із зовнішньої політики Алі Акбар Велаяті заявив, що Іран не готовий втратити свого стратегічного союзника. Іран почав постачати сирійському уряду зброю для боротьби з заворушеннями, а також надавав допомогу розвідданим. Іран також висловив готовність профінансувати військову базу в аеропорту Латакії.
У серпні 2011 в британській газеті The Daily Telegraph опубліковано статтю про те, що колишній член таємної поліції Сирії повідомив про наявність у країні іранських снайперів, які беруть участь у придушенні протестів. За даними уряду США, Мохсен Шізарі (один із командувачів іранського спецназу Кодс) направлений до Сирії для того, щоб тренувати місцеві служби безпеки. Наприкінці червня 2011 Вищий керівник Ірану Алі Хаменеї заявив, що за заворушеннями в Сирії стоять США та Ізраїль, а також про підтримку Іраном чинного уряду Сирії. Інші офіційні особи Ірану також висловлювали беззастережну підтримку Башару Асаду.
Наприкінці серпня 2011 іранський уряд висловив занепокоєння з приводу того, що відбувається в Сирії, а міністр закордонних справ Алі Акбар Салехі заявив, що Сирія повинна прислухатися до вимог свого народу.
Сирійський дисидент і вчений Мурхаф Жуежати стверджував, що якщо Башар Асад зазнає поразки у громадянській війні, то Іран військовими методами підтримає створення незалежної держави алавітів.
З 2011 іранські збройні сили беруть активну участь у громадянській війні у Сирії. Іранські військовослужбовці виступають як консультанти, співробітники служби безпеки, сил спеціального призначення і безпосередньо беруть участь у битвах.
Станом на 2016 відзначені факти загибелі іранських генералів на полі бою в Сирії.